# Skowronki (Varmie-Mazurie)
Pour les articles homonymes, voir Skowronki.
Skowronki est un village polonais de la gmina d'Olecko, dans le powiat d'Olecko, voïvodie de Varmie-Mazurie, au nord-est du pays. 

## Géographie
Il est situé à environ 4 km au sud-ouest d'Olecko et à 136 km à l'est de la capitale régionale Olsztyn.

## Politique
Lors des élections locales polonaises de 2006, le village est sectorisé au bureau de vote du collège Mikołaj Kopernik d'Olecko.